# Robert Giaimo
Robert Nicholas Giaimo né le 15 octobre 1919 et mort le 24 mai 2006) est un représentant démocrate américain du Connecticut. Il co-parraine la législation créant le National Endowment for the Arts (fondation nationale pour les arts) et le National Endowment for the Humanities (fondation nationale pour les sciences humaines). Il contribue à la création du métro de Washington et parraine une loi éliminant l'exigence du serment de loyauté pour les étudiants universitaires demandant une bourse fédérale.

## Jeunesse
Né à New Haven, dans le Connecticut, Giaimo est le fils d'un immigrant sicilien qui fonde la Community Bank and Trust Company de la ville, laquelle accorde des prêts à bon nombre de ses compatriotes immigrants. Il fréquente les écoles publiques de North Haven et obtient un diplôme de l'université Fordham en 1941 et un diplôme de droit de l'université du Connecticut en 1943.
Il sert dans l'armée américaine de 1943 jusqu'à sa séparation du service en tant que premier lieutenant en 1946 puis il continue à servir en tant que capitaine, Judge Advocate General's Corps, dans l'armée de terre de réserve. Il est admis au barreau en 1947 et commence à pratiquer le droit à New Haven, dans le Connecticut. Il devient membre du conseil d'éducation de North Haven de 1949 à 1955 et greffier adjoint du tribunal des successions de New Haven de 1952 à 1954. Il devient président de la Commission d'appel du personnel du Connecticut pour la période 1955-1958 et est troisième conseiller municipal de North Haven de 1955 à 1957.

## Carrière

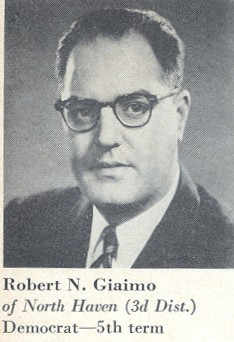
Robert Giaimo en 1967, Annuaire illustré du Congrès

Sur le plan politique, il est candidat démocrate malheureux aux élections de 1956 au quatre-vingt-cinquième Congrès des États-Unis.
Il réussit à être élu en tant que démocrate au quatre-vingt-sixième Congrès des États-Unis et aux dix Congrès suivants (du 3 janvier 1959 au 3 janvier 1981). Au cours des quatre-vingt-quinzième et quatre-vingt-seizième Congrès des États-Unis, il est président de la commission du budget de la Chambre des représentants. Giaimo n'est pas candidat à la réélection au quatre-vingt-dix-septième Congrès des États-Unis en 1980.
Il meurt à Arlington, en Virginie, des suites de complications d'une maladie cardiaque et pulmonaire,.